# 鹿山 (香港)
鹿山（英語：Luk Shan），是一座位於香港的山峰。該山的最高點達海拔408米。

## 地理位置
該山在地區行政規劃上屬大埔區。山下為大埔滘松仔園一帶。

## 交通
山下有主要道路如大埔公路大埔滘段及屬新界環迴公路的一部份的吐露港公路，來往交通有九巴72線、九巴72A線、九巴73A線、九巴74A線及九巴872線。